# José Dimas Larrosa
José Dimas Larrosa est un ancien arbitre paraguayen de football des années 1960.

## Carrière
Il a officié dans des compétitions majeures : 
- Copa América 1963 (5 matchs)
- Copa Libertadores 1964 (finale retour)
- Copa Libertadores 1970 (finale retour)